# Itagimirim
Itagimirim là một đô thị thuộc bang Bahia, Brasil. Đô thị này có diện tích 817,306 km², dân số năm 2007 là 7007 người, mật độ 8,57 người/km².